# Vehkasaari (ö i Norra Savolax, Varkaus, lat 62,25, long 28,24)
Vehkasaari är en ö i Finland. Den ligger i sjön Haukivesi och i kommunen Varkaus i den ekonomiska regionen  Varkaus ekonomiska region  och landskapet Norra Savolax, i den sydöstra delen av landet, 290 km nordost om huvudstaden Helsingfors. Öns största längd är 2,8 kilometer i öst-västlig riktning.